# Thalassomya pilipes
Thalassomya pilipes är en tvåvingeart som först beskrevs av Edwards 1928.  Thalassomya pilipes ingår i släktet Thalassomya och familjen fjädermyggor. Inga underarter finns listade i Catalogue of Life.